# Joseph Rigano
Joseph Rigano est un acteur américain, né en 1933 à New York et mort le 27 mars 2014.

## Filmographie
- 1961 : Hey, Let's Twist : Vinnie
- 1965 : Trois chambres à Manhattan : Jean
- 1969 : Out of It : Vinnie
- 1982 : Dear Mr. Wonderful : Artie
- 1995 : Casino : Vincent Borelli
- 1998 : Italian Lessons : Nick
- 1998 : La Ciudad : The Contractor
- 1999 : Mafia Blues (Analyze This) : Dominic Manetta
- 1999 : Ghost Dog, la voie du samouraï (Ghost Dog: The Way of the Samurai) : Joe Rags
- 1999 : Mickey les yeux bleus (Mickey Blue Eyes) : Tony Risolli
- 1999 : Accords et Désaccords (Sweet and Lowdown) : Stagehand
- 2000 : The Crew de Michael Dinner : Frankie 'Rash' Decuello
- 2001 : Twelve : Ed Danoff
- 2002 : Four Deadly Reasons
- 2002 : Hollywood Ending : Wally, the Projectionist
- 2002 : The Blue Lizard : Casino Guy
- 2002 : High Times Potluck : Rigano
- 2003 : Season of the Hunted : Joe
- 2003 : The Bakery : Joe
- 2003 : This Thing of Ours : Joe
- 2003 : Coffee and Cigarettes : Joe (segment "Those Things'll Kill Ya")
- 2005 : Johnny Slade's Greatest Hits : Sam